# Concert du nouvel an 2019 à Vienne

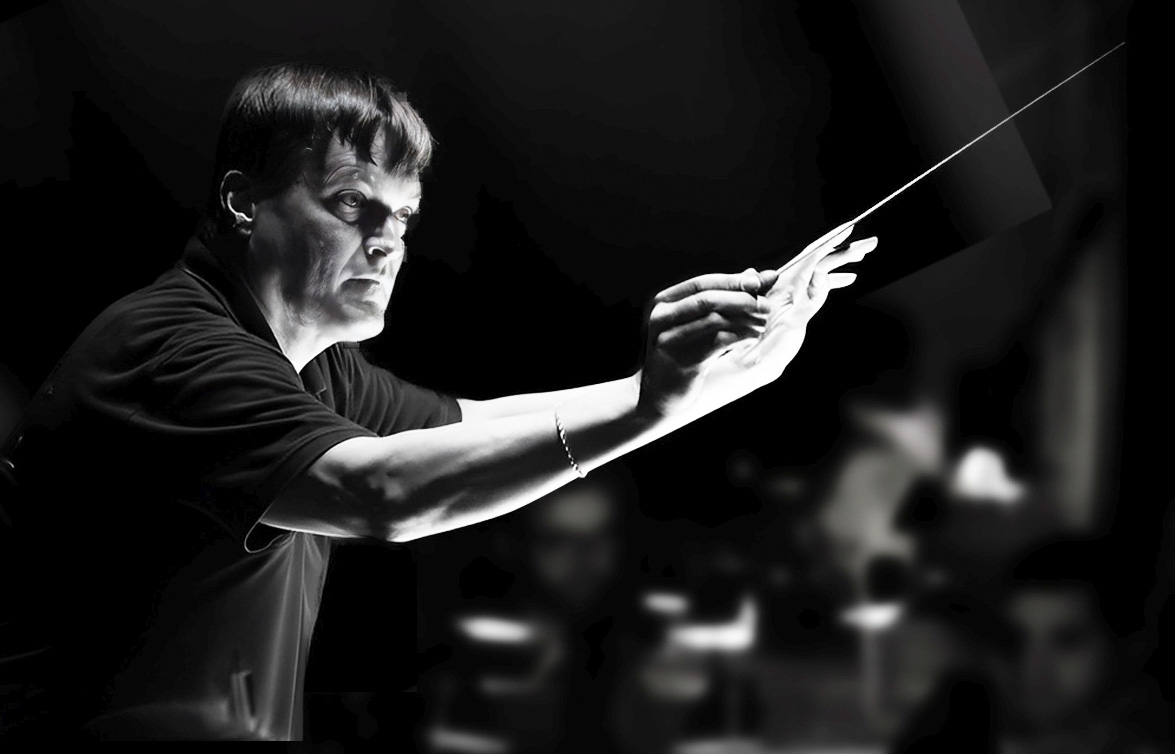
Christian Thielemann (2015)

Le concert du nouvel an 2019 de l'orchestre philharmonique de Vienne, qui a lieu le 1er janvier 2019, est le 79e concert du nouvel an donné au Musikverein, à Vienne, en Autriche. Il est dirigé pour la première fois par un chef d'orchestre allemand, Christian Thielemann.
Le programme est annoncé le 14 novembre 2018. Six pièces sur les vingt au total sont jouées pour la première fois au concert du nouvel an.

## Programme
Les pièces suivies d'un astérisque (*) sont jouées pour la première fois

### Première partie
1. Carl Michael Ziehrer : Schönfeld-Marche, marche, op. 422*
2. Josef Strauss : Transactionen, valse, op. 184
3. Josef Hellmesberger II : Elfenreigen, polka-mazurka, sans numéro d'opus
4. Johann Strauss II : Express, polka rapide, op. 311*
5. Johann Strauss II : Nordseebilder, valse, op. 390
6. Eduard Strauss : Mit Extrapost, polka rapide, op. 259

### Deuxième partie
1. Johann Strauss II : ouverture de l'opérette Der Zigeunerbaron
2. Josef Strauss : Die Tänzerin, polka française, op. 227*
3. Johann Strauss II : Vie d'artiste, valse, op. 316
4. Johann Strauss II : Die Bajadere, polka rapide, op. 351
5. Eduard Strauss : Opern-Soiree, polka française, op. 162*
6. Johann Strauss II : Eva-Waltzer, valse tirée du Chevalier Pásmán*
7. Johann Strauss II : csárdás du Chevalier Pásmán, op. 441
8. Johann Strauss II : Marche égyptienne, marche, op. 335
9. Josef Hellmesberger II : Entr'acte, valse*
10. Johann Strauss II : Lob der Frauen, polka-mazurka, op. 315
11. Josef Strauss : Sphärenklänge, valse, op. 235

### Rappels
1. Johann Strauss II : Im Sturmschritt, polka rapide, op. 348
2. Johann Strauss II : Le Beau Danube bleu, valse, op. 314
3. Johann Strauss : Marche de Radetzky, marche, op. 228

## Discographie
- Wiener Philharmoniker, Christian Thielemann – Neujahrskonzert 2019 : Sony Classical – 19075902822, 2 CD[3]